# Westside Connection
Westside Connection ist eine US-amerikanische Gangsta-Rap-Gruppe. Sie wurde von den Rappern Ice Cube, Mack 10 und WC gegründet.
Aufmerksamkeit erregte Westside Connection unter anderem durch die Auseinandersetzung mit der Hip-Hop-Gruppe Cypress Hill und dem daraus resultierenden Diss-Lied King of the Hill.

## Geschichte
Im Jahr 1995 traten die drei Westcoast-Rapper auf dem Album Mack 10 des Rappers Mack 10 mit dem Lied Westside Slaughterhouse erstmals gemeinsam in Erscheinung. Ein Jahr später gründeten Ice Cube, Mack 10 und WC die Gruppe Westside Connection und veröffentlichten ihr erstes Album Bow Down. Der Tonträger stieg in den US-amerikanischen Billboard 200-Charts auf Platz 2 ein und erreichte später mit 1,7 Millionen verkauften Einheiten Platinstatus. Auch die beiden Singles Bow Down und Gangstas Make the World Go Round konnten Charterfolge feiern. So stieg Gangstas Make the World Go Round auf Position 40 und Bow Down auf Platz 21 der Billboard Hot 100-Charts ein.
Das zweite Album der Gruppe wurde nach einer Pause im Jahr 2003 veröffentlicht. Als Single erschien das Stück Gangsta Nation, das Westside Connection mit dem Musiker Nate Dogg aufgenommen hatte. Gangsta Nation stieg auf Platz 33 der US-amerikanischen Charts ein. Auch das zweite Album konnte sich mit Position 16 erneut in den Charts platzieren. Terrorist Threats erreichte mit 679.000 verkauften Einheiten nicht den Erfolg des Debütalbums.
Nach der Veröffentlichung des zweiten Albums, trennte sich Mack 10 von der Gruppe und WC wurde bei Ice Cubes Label Lench Mob Records unter Vertrag genommen. Im Jahr 2005 erklärte Mack 10, dass es kein neues Material der Gruppe mehr geben wird. Als Begründung nannte der Musiker, die Konzentration der einzelnen Mitglieder auf ihre jeweiligen Solokarrieren.
2008 erklärte Ice Cube das Comeback der Gruppe. Dabei sollte der Rapper The Game das ehemalige Mitglied Mack 10 ersetzen. Für das 2008 veröffentlichte Album Raw Footage von Ice Cube war bereits das gemeinsame Stück Get Use To It mit WC und The Game entstanden.

## Diskografie

### Studioalben
| Jahr | Titel             | Höchstplatzierung, Gesamtwochen, AuszeichnungChartsChartplatzierungen (Jahr, Titel, Platzierungen, Wochen, Auszeichnungen, Anmerkungen) | Anmerkungen                                                |
| Jahr | Titel             | US | Anmerkungen                                                |
| ---- | ----------------- | --- | ---------------------------------------------------------- |
| 1996 | Bow Down          | US2 Platin · (45 Wo.)US | Erstveröffentlichung: 22. Oktober 1996 Verkäufe: 1.700.000 |
| 2003 | Terrorist Threats | US16 Gold · (20 Wo.)US | Erstveröffentlichung: 9. Dezember 2003 Verkäufe: 679.000   |

### Kompilationen
- 2007: Best Of Westside Connection – The Gangsta, The Killa and The Dope Dealer

### Singles
| Jahr | Titel Album                               | Höchstplatzierung, Gesamtwochen, AuszeichnungChartplatzierungen (Jahr, Titel, Album, Platzierungen, Wochen, Auszeichnungen, Anmerkungen) | Höchstplatzierung, Gesamtwochen, AuszeichnungChartplatzierungen (Jahr, Titel, Album, Platzierungen, Wochen, Auszeichnungen, Anmerkungen) | Anmerkungen                                            |
| Jahr | Titel Album                               | DE | US | Anmerkungen                                            |
| ---- | ----------------------------------------- | --- | --- | ------------------------------------------------------ |
| 1996 | Bow Down                                  | — | US21 (20 Wo.)US | Erstveröffentlichung: 28. August 1996                  |
| 1997 | Gangstas Make the World Go Round Bow Down | — | US40 (20 Wo.)US | Erstveröffentlichung: 24. Januar 1997                  |
| 2003 | Gangsta Nation Terrorist Threats          | DE89 (5 Wo.)DE | US33 (18 Wo.)US | Erstveröffentlichung: 14. Oktober 2003 feat. Nate Dogg |

Weitere Singles
- 2002: It’s the Holidaze
- 2002: Irresistible (Mariah Carey feat. Westside Connection)
- 2022: Concrete

### Videoalben
- 2000: The Up in Smoke Tour
- 2004: Gangsta Nation Live
- 2004: All That Glitters Ain’t Gold